# Bradly Sinden
Bradly Sinden (Doncaster, 29 settembre 1998) è un taekwondoka britannico.

## Palmarès
- Giochi olimpici

Tokyo 2020: argento nei 68 kg.
- Mondiali

Muju 2017: bronzo nei 63 kg.
Manchester 2019: oro nei 68 kg.
Guadalajara 2022: argento nei 68 kg.
Baku 2023: oro nei 68 kg.
- Europei

Kazan' 2018: bronzo nei 63 kg.
Sofia 2021: argento nei 68 kg.
Manchester 2022: oro nei 68 kg.
Belgrado 2024: oro nei 68 kg.
- Giochi europei

Cracovia 2023: argento nei 68 kg.